# Indolestes inflatus
Indolestes inflatus – gatunek ważki z rodziny pałątkowatych (Lestidae). Występuje w Azji Południowo-Wschodniej; stwierdzony tylko w dwóch lokalizacjach w Mjanmie i Tajlandii, ale prawdopodobnie jest szerzej rozprzestrzeniony.